# Patersonia macrantha
Patersonia macrantha är en irisväxtart som beskrevs av George Bentham. Patersonia macrantha ingår i släktet Patersonia och familjen irisväxter. Inga underarter finns listade i Catalogue of Life.